# Wereldkampioenschap voetbal 1962 (kwalificatie CONMEBOL)
Acht teams van de CONMEBOL deden mee aan de kwalificatie van het Wereldkampioenschap voetbal 1962. Van die landen werden er 6 in 3 groepen verdeeld (iedere poule dus 2 landen). De groepswinnaars kwalificeerden zich voor het hoofdtoernooi. Paraguay werd direct in de intercontinentale play-off geplaatst en moest het daarin opnemen tegen Mexico. Chili was als gastland automatisch geplaatst. Brazilië was gekwalificeerd als titelverdediger. Het kwalificatietoernooi van de CONMEBOL duurde van 4 december 1960 tot en met 5 november 1961. De grootmachten Uruguay en Argentinië plaatsen zich moeiteloos voor het WK, debutant Colombia won van Peru.

## Gekwalificeerde landen

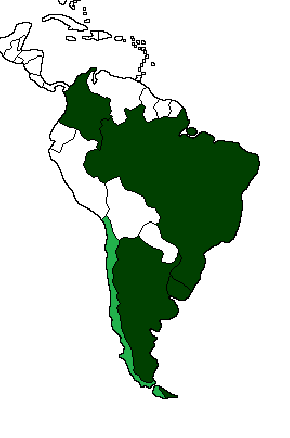
Gekwalificeerde landen

| FIFA-lid   | Confederatie | Kwalificatie    | Aantal dln. (inclusief 1962) | Dln. op rij | Eerste dln. | Laatste dln. | Titels (exclusief 1962) | Beste prestatie |
| ---------- | ------------ | --------------- | ---------------------------- | ----------- | ----------- | ------------ | ----------------------- | --------------- |
| Brazilië   | CONMEBOL     | Titelverdediger | 7                            | 7           | 1930        | 1958         | 1                       | Kampioen        |
| Chili      | CONMEBOL     | Gastland        | 3                            | 1           | 1930        | 1958         | 0                       | Groepsfase      |
| Argentinië | CONMEBOL     | Winnaar groep 1 | 4                            | 2           | 1930        | 1958         | 0                       | Tweede          |
| Uruguay    | CONMEBOL     | Winnaar groep 2 | 4                            | 1           | 1930        | 1954         | 2                       | Kampioen        |
| Colombia   | CONMEBOL     | Winnaar groep 3 | 1                            | 1           | n.v.t.      | n.v.t.       | n.v.t.                  | n.v.t.          |

## Groepen en wedstrijden
Legenda

### Groep 1
| Pos | Land       | Wed | Win | Gel | Ver | DV | DT | +/− | Pnt |
| --- | ---------- | --- | --- | --- | --- | -- | -- | --- | --- |
| 1   | Argentinië | 2   | 2   | 0   | 0   | 11 | 3  | +8  | 4   |
| 2   | Ecuador    | 2   | 0   | 0   | 2   | 3  | 11 | −8  | 0   |

|                  |                                                                       |       |         |                                                       |
| 17 december 1960 | Argentinië                                                            | 5 – 0 | Ecuador | Buenos Aires, Argentinië Scheidsrechter: Robles (CHI) |
| 17 december 1960 | Gómez 6' (e.d.) Sanfilippo 53' Corbatta 55' (pen.) Sosa 75' Pando 89' |       |         | Buenos Aires, Argentinië Scheidsrechter: Robles (CHI) |

### Groep 2
| Pos | Land    | Wed | Win | Gel | Ver | DV | DT | +/− | Pnt |
| --- | ------- | --- | --- | --- | --- | -- | -- | --- | --- |
| 1   | Uruguay | 2   | 1   | 1   | 0   | 3  | 2  | +1  | 3   |
| 2   | Bolivia | 2   | 0   | 1   | 1   | 2  | 3  | −1  | 1   |

|              |             |       |             |                                              |
| 15 juli 1961 | Bolivia     | 1 – 1 | Uruguay     | La Paz, Bolivia Scheidsrechter: Robles (CHI) |
| 15 juli 1961 | Alcócer 54' |       | 23' Cubilla | La Paz, Bolivia Scheidsrechter: Robles (CHI) |

|              |                         |       |             |                                                  |
| 30 juli 1961 | Uruguay                 | 2 – 1 | Bolivia     | Montevideo, Uruguay Scheidsrechter: Robles (CHI) |
| 30 juli 1961 | Cabrera 3' Escalada 39' |       | 65' Camacho | Montevideo, Uruguay Scheidsrechter: Robles (CHI) |

### Groep 3
| Pos | Land     | Wed | Win | Gel | Ver | DV | DT | +/− | Pnt |
| --- | -------- | --- | --- | --- | --- | -- | -- | --- | --- |
| 1   | Colombia | 2   | 1   | 1   | 0   | 2  | 1  | +1  | 3   |
| 2   | Peru     | 2   | 0   | 1   | 1   | 1  | 2  | −1  | 1   |

|               |             |       |      |                                                  |
| 30 april 1961 | Colombia    | 1 – 0 | Peru | Bogota, Colombia Scheidsrechter: Praddaude (ARG) |
| 30 april 1961 | Escobar 27' |       |      | Bogota, Colombia Scheidsrechter: Praddaude (ARG) |

|            |                   |       |              |                                         |
| 7 mei 1961 | Peru              | 1 – 1 | Colombia     | Lima, Peru Scheidsrechter: Marino (URU) |
| 7 mei 1961 | Delgado 3' (pen.) |       | 68' González | Lima, Peru Scheidsrechter: Marino (URU) |

## Intercontinentale play-off

### Conmebol / CCCF-NAFC
|                 |           |       |          | |
| 29 oktober 1961 | Mexico    | 1 – 0 | Paraguay | Estadio Olímpico Universitario, Mexico-Stad Toeschouwers: 80.000 Scheidsrechter: Walter van Rosberg (AHO) |
| 29 oktober 1961 | Reyes 20' |       |          | Estadio Olímpico Universitario, Mexico-Stad Toeschouwers: 80.000 Scheidsrechter: Walter van Rosberg (AHO) |

|                 |          |                  |        | |
| 5 november 1961 | Paraguay | 0 – 0 (0–1 agg.) | Mexico | Estadio de Puerto Sajonia, Asunción Toeschouwers: 15.000 Scheidsrechter: Pablo Victor Vaga Albergatti (URU) |
| 5 november 1961 |          |                  |        | Estadio de Puerto Sajonia, Asunción Toeschouwers: 15.000 Scheidsrechter: Pablo Victor Vaga Albergatti (URU) |

Mexico wint met 1–0 over twee wedstrijden en kwalificeert zich voor het hoofdtoernooi.